# トゥーキョーゲームス
トゥーキョーゲームス株式会社（英: Too Kyo Games）は、日本のゲーム会社。

## 歴史
スパイク・チュンソフトのダンガンロンパシリーズの脚本を書いた小高和剛は、テレビアニメ『ダンガンロンパ3』（2016年）とゲームソフト『ニューダンガンロンパV3』（2017年）の完成後、新しいことができる自分の開発会社を作りたいと考え始めた。シリーズの作曲を担当した高田雅史やキャラクターデザインを担当した小松崎類に相談したところ、彼らもこのアイデアに興味を示し、高田はすでに他の会社の立ち上げに関わっていたこともあり、2017年に会社を設立した。
小高はこのほか、スパイク・チュンソフトの極限脱出シリーズのディレクター兼脚本家の打越鋼太郎、ダンガンロンパのイラストレーターのしまどりる、KIDのinfinityシリーズのディレクター兼共同脚本の中澤工、ダンガンロンパ漫画版のシナリオ担当の小泉陽一朗などを会社に招いた。
小高が代表を務めているが合同会社であるため、会社としての決定は小高・高田・小松崎・打越の中心メンバー4人で行っている。代表の決定は「キャプテンを決める」ような感覚であり、一時は打越になりかけたが、最終的に小高が引き受けた。社名の由来は、彼らが拠点としている東京（とうきょう、Tokyo）と、英語のtoo（トゥー、「～すぎる」）と狂（きょう、kyō）の語呂合わせで、「狂いすぎたゲーム会社」という意味を込めている。
同社は2018年9月に一般公開され、4つのプロジェクトが開発中であることを発表した。内2つはゲーム『ワールズエンドクラブ』とアニメ『アクダマドライブ』として公開されている。この4つのプロジェクトに加えて、FMVゲーム『デスカムトゥルー』を2020年に発表・発売し、「エクストリームベースボール」ゲーム『TRIBE NINE』を発表した。小高によると、同社の目標は、新しい知的財産を創造することや、また、スタッフが独自のインディーゲームのプロジェクトを創造することである。将来的にはいつかダンガンロンパシリーズに戻りたいとも述べた。
2020年10月15日、合同会社から株式会社に組織変更。

## 作品

### コンピュータゲーム
| 発売年 | 発売日  | タイトル                    | プラットフォーム                                        | 備考                                                |
| ------ | ------- | --------------------------- | ------------------------------------------------------- | --------------------------------------------------- |
| 2020年 | 6月25日 | デスカムトゥルー            | Android iOS macOS Nintendo Switch PlayStation 4 Windows | 共同開発：エスカドラ 発売元：イザナギゲームズ       |
| 2020年 | 9月4日  | ワールズエンドクラブ        | iOS macOS Nintendo Switch Windows                       | 共同開発：グランディング 発売元：イザナギゲームズ   |
| 2023年 | 6月30日 | 超探偵事件簿 レインコード   | Nintendo Switch PlayStation 5 Steam                     | 共同開発・発売元：スパイク・チュンソフト            |
| 2025年 | 2月20日 | TRIBE NINE                  | iOS Android Steam                                       | 発売元：アカツキゲームス                            |
| 2025年 | 4月24日 | HUNDRED LINE -最終防衛学園- | Nintendo Switch Steam                                   | 共同開発：メディア・ビジョン 発売元：アニプレックス |

### テレビアニメ
| 開始年 | 放送期間    | タイトル         | 備考                   |
| ------ | ----------- | ---------------- | ---------------------- |
| 2020年 | 10月 - 12月 | アクダマドライブ | 共同原作：studioぴえろ |
| 2022年 | 1月 - 3月   | TRIBE NINE       | 共同原作：アカツキ     |